# Комбарс (деревня)
Комбарс — упразднённая в 2014 году деревня в Парабельском районе Томской области России. Входила в состав Старицинского сельского поселения.

## География
Деревня располагалась у р. Комбарс, в 40 км от центра поселения — села Старица, в 7 км от границы с Бакчарским районом.
Климат
Находится на территории, приравненной к районам Крайнего Севера.

## История
В соответствии с Законом Томской области от 15 октября 2004 года № 225-ОЗ деревня вошла в состав образованного муниципального образования Старицинское сельское поселение.

## Население
| 1939 | 1952 | 1970 | 1977 | 1979 | 2002 | 2012 | 2013 | 2014 |
| ---- | ---- | ---- | ---- | ---- | ---- | ---- | ---- | ---- |
| 130  | ↘27  | ↘8   | ↘3   | ↗6   | ↘1   | ↘0   | →0   | →0   |

Национальный состав
Согласно результатам переписи 2002 года, в национальной структуре населения русские составляли 100 % от общей численности населения в 1 чел..

## Транспорт
Круглогодичное автотранспортное сообщение отсутствует